# بويو (بونتيفيدرا)
بلدية بويو (بالإسبانية: Poyo) هي بلدية تقع في مقاطعة بونتيفيدرا التابعة لمنطقة غاليسيا شمال غرب إسبانيا.

## الديموغرافيا
يبلغ عدد سكان بلدية بويو 16.501 نسمة عام 2011 (وفقاً للمعهد الوطني للإحصاء الإسباني).
| 13.683 | 13.843 | 14.394 | 14.889 | 15.456 | 16.043 | 16.501 |

## أعلام
- فرناندو كاسترو